# جيمس إم. إيدي
جيمس إم. إيدي (بالإنجليزية: James M. Edie)‏ هو فيلسوف أمريكي، ولد في 3 نوفمبر 1927 في غراند فوركس في الولايات المتحدة، وتوفي في 21 فبراير 1998 في ساراسوتا في الولايات المتحدة.